# ملا موس (مقاطعة فارياب)
ملا موس (بالإنجليزية: Tolombeh-ye Molla Mus)‏ هي مستوطنة تقع في كرمان في إيران.